# Syðradalur (Streymoy)
Syðradalur is een dorp dat behoort tot de gemeente Tórshavnar kommuna in het westen van het eiland Streymoy op de Faeröer. Syðradalur heeft 7 inwoners. De postcode is FO 177. Op het eiland Kalsoy is er ook nog een plaats met de naam Syðradalur.

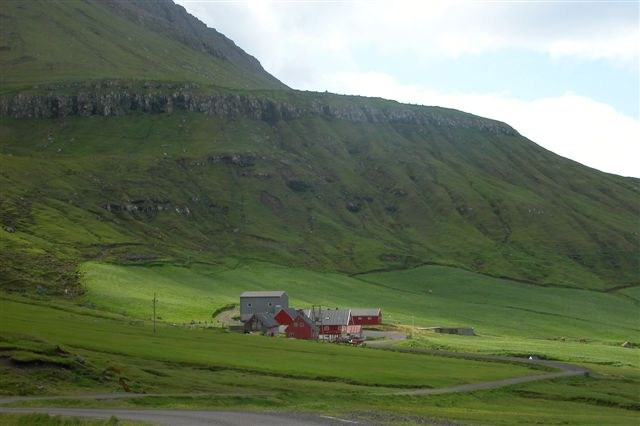
Syðradalur